# Proteinase K
Proteinase K ist eine Proteinase aus den Schlauchpilzen Engyodontium album (vormals Tritirachium album genannt) und Acremonium strictum, die zur Familie der Subtilisin-ähnlichen Serinproteasen gehört. Das Enzym greift Peptidbindungen sowohl an den Enden (Exopeptidase), als auch im Inneren (Endopeptidase) der Proteine an. Proteinase K wird für den Abbau von Proteinen in Zelllysaten und zur Freisetzung von Nukleinsäuren verwendet.

## Anwendungsbeispiele
- Isolierung genomischer DNA aus Bakterien
- Isolierung von DNA aus Zellen oder Gewebe für die Polymerase-Kettenreaktion (PCR)